# Evergreen Love
Evergreen Love (植物図鑑　運命の恋、ひろいました Shokubutsu Zukan: Unmei no Koi, Hiroimashita?) es una película japonesa romántica de 2016 dirigida por Kōichirō Miki, protagonizada por Takanori Iwata y Mitsuki Takahata y basada en la novela romántica Shokubutsu Zukan de Hiro Arikawa. Fue lanzada en Japón el 4 de junio de 2016.

## Argumento
Sayaka (Mitsuki Takahata) trabaja en una oficina. Ella no es muy buena en su trabajo, ni tampoco en el amor. Una noche, ella encuentra a un hombre, Itsuki (Takanori Iwata), colapsado frente a su casa. Ella lo lleva adentro y comienzan a vivir juntos. Itsuki le enseña a Sayaka sobre recolectar y cocinar  hierbas silvestres, pero él tiene un secreto.

## Reparto
- Takanori Iwata como Itsuki
- Mitsuki Takahata como Sayaka
- Hana Imai

## Recepción
En su fin de semana de apertura en Japón, la película fue número uno por las admisiones, con 264,270, y la tercera por brutos, con US$3,2 millones.